# Roborovszkij-törpehörcsög

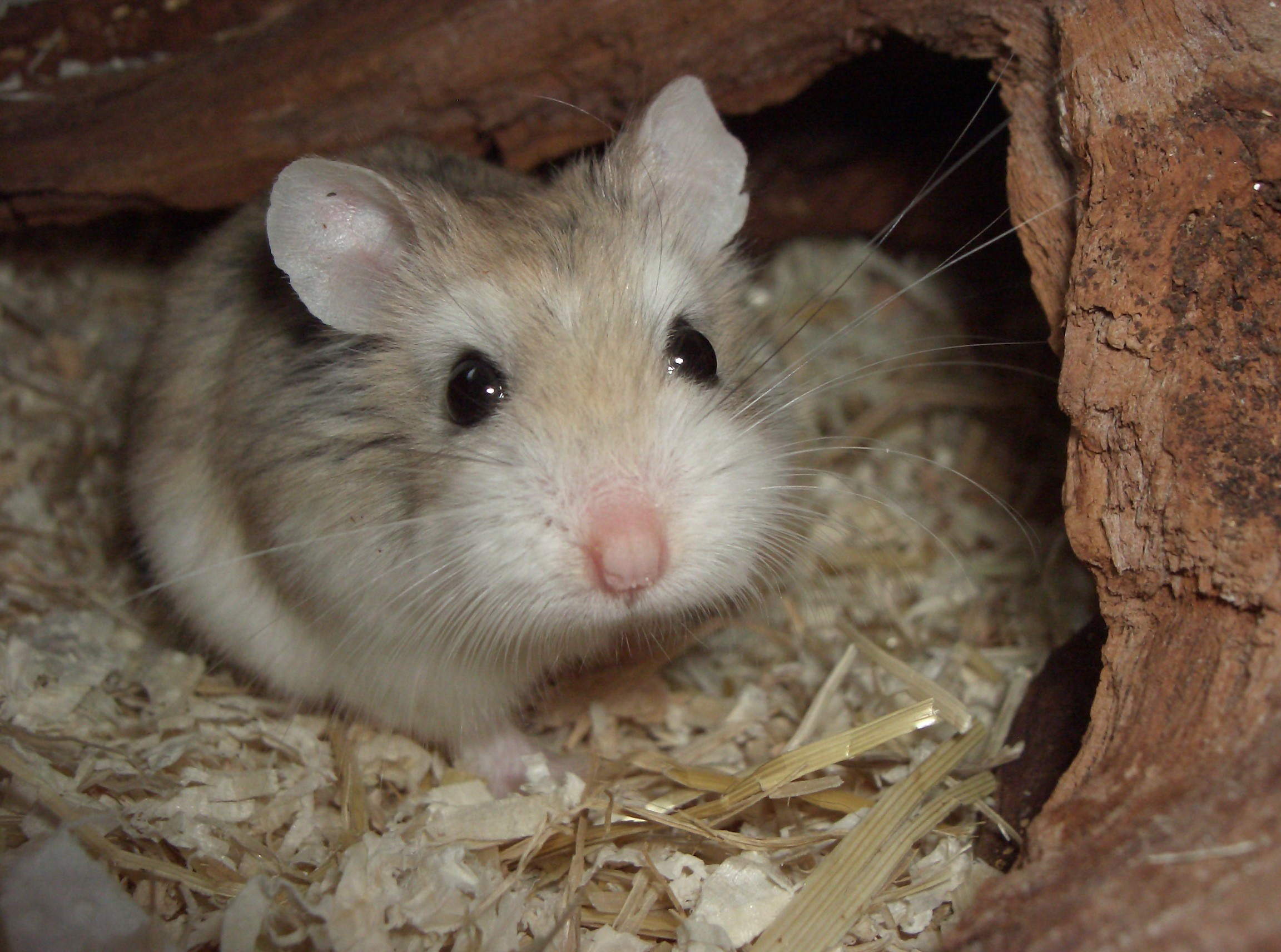

A Roborovszkij törpehörcsög (Phodopus roborovskii) az emlősök (Mammalia) osztályának rágcsálók (Rodentia) rendjébe, ezen belül a hörcsögfélék (Cricetidae) családjába tartozó rágcsálófaj. Nevét Vszevolod Ivanovics Roborovszkij orosz felfedezőről kapta.
Az állat a Phodopus nem típusfaja.

## Származása
Meglehetősen távolról, Oroszország Kínával és Mongóliával határos területéről került Európába, majd Magyarországra is. Eredeti élőhelyén főleg a sztyeppés, félsivatagos területeken él. Eredeti élőhelyén kisebb kolóniákban élnek. De a fogságban tartott egyedek agresszívan viselkednek egymással ,így csak egyedül tartható.

## Megjelenése
Népszerűsége annak tudható be, hogy ez a világ legkisebb hörcsögfaja. Testhossza 7-8,5cm, a farokhossza csupán 0,8-1,1 cm. Szemei és fülei a testéhez viszonyítva nagyok és feltűnőek. Testét nagyon finom tapintású szőrzet borítja. Lábai testéhez képest nagyok. A nagyon rossz látásuk miatt az arcukon található hatalmas bajszukkal és éles hallásukkal tájékozódnak. 

## Életmódja
Származási helyén föld alatti üregekben él, amely 30–50 cm-re van a földfelszíntől melyek több kijárattal is rendelkezik. Éjszaka és kora hajnalban vannak ébren. A vemhességet követően átlagosan 2-5 kölyköt hoznak világra. A kis kölykök az elején még csak babszemnyi méretűek. 4 hetes koruktól választhatók el az anyjuktól és 2-2,5 hónaposan érik el végleges méretüket, ekkor lesznek ivarérettek. Fogságban 1,5-2 évig élnek de ritkán akár 2,5 évig is élhetnek.

## Tartása
Kis termete ellenére nagyon gyors és nagyon nehezen szelidíthető, ezért csak nagyobb felelős gyermeknek ajánlott. Ez a kis állatka inkább látványosság mint simogatható kis játszótárs! Mivel nagyon pici így nehezen lehet megfogni ( kifut a kézből ) és ha nem megfelelő a ketrec, akkor könnyen kiszöknek.

Tartható terráriumban is és ketrecben is; ennek mérete legalább 60×50 cm alapterületű legyen (ha ketrecről van szó akkor a rácstávolság ne legyen több mint 10mm). Számukra a 20-25 °C ideális. Télen se legyen hidegebb 18 °C-nál. Ne érje őket huzat, vagy közvetlenül tűző napfény. Éjszakai életmódja miatt ne tegyük hálószobába!
A terráriumot rendezzük be úgy, hogy a hörcsög ne unatkozzon. Kell tehát házikó, hörcsögkerék, WC-papír-guriga (alagútként), itató (golyós önitató vagy kerámiatál), etetéshez kerámitál, rengeteg fából készült bújó és mászó felszerelés, csincsilla homok – kizárólak a csincsilláknak való apró, finom szemcséjű homok megfelelő. 
Alomként megfelel a faforgács, tegyünk be mellé 1-2 marék szénát is. Azzal béleli ki a házát. Ne adjunk neki se papír zsebkendőt, se más puha papírt, mert beragad a pofazacskójába. Egy 60×50 cm-es terráriumot, amelyben 15 cm vastag a forgácsréteg elég havonta tisztítani. Ha ritkábban takarítjuk a hörcsög büdös lesz, megbetegedhet, a forgács büdös és penészes lesz. Ha gyakrabban, naponta, akkor a hörcsög teljesen stresszel hogy eltűnik a szaga, ezért gyorsan beszagosítja, hogy biztonságban érezze magát.
A hörcsögkerék zárt futófelületű és minimum 20 cm átmérőjű legyen! Minél több fából készült, természetes felszerelést helyezzünk el nála. Minimum 10 cm vastagságú forgácsra van szükségük, különben nem tudnak üregeket ásni az alomban.
Nem tarthatóak együtt, kifejezetten magányos állat.

## Betegségek
- A hörcsögök szerencsére nagyon ritkán betegednek meg, de ennek ellenére oda kell figyelni pár fontos dologra.

- A hörcsögöt ne kapjon huzatot, mert könnyen megfázhat, illetve a hőmérséklet ne legyen kevesebb 18°C-nál ezen a hőmérsékleten még nem fázik meg, de tartósan ne legyen ilyen időben.

- Ahogy a rágcsálók nagy részének, nekik is folyamatosan nőnek a metsző fogaik, így biztosítsuk nekik, hogy legyen mit rágcsálniuk ( ha nem tudja hol koptatni a fogát nem tud enni ekkor már állatorvos beavatkozása szükséges) Illetve a ketrec rágásától könnyen letörhet a foga ami szintén az evést akadályozza.

- Igyekezzünk pormentes almot választani, amikor almot cserélünk, nem tesz jót a tüdejüknek illetve kialakulhat a por allergiájuk. Ennek jelei lehetnek a folyamatos tüsszögés illetve a folytonos vakarózás amiből adódóan később a sebek lesznek.

- Sajnos a sok szaporító vagy véletlen szaporulat (A tenyésztő és a szaporító nem ugyan az!) miatt egyre gyakrabban előfordulnak idős korban az idegrendszeri problémák...

## Táplálkozása
A legegészségesebb,legtermészetesebb és legjobb, ha magunknak keverünk be magkeveréket az alábbiak alapján. A nem megfelelő táplálkozás kihatással van hörcsögünk egészségére!
A következő magokat adhatjuk hörcsögünknek:
- Amaránt – álgabona, törpehörcsögöknek is nyugodtan adható
- Árpa – törpehörcsögöknek ne vagy minimális mennyiségben adjunk
- Borsó – csicseriborsó, borsószirom – törpehörcsögöknek ne vagy minimális mennyiségben adjunk
- Búza – tönköly, alakor stb. elsősorban hántolatlanul – törpehörcsögöknek ne vagy minimális mennyiségben adjunk
- Bükköny
- Cirok – a fehér és vörös egyaránt adható minden hörcsögfajnak.
- Dió – rendkívül hizlaló
- Fenyőmag
- Fénymag
- Földimogyoró – rendkívül hizlaló
- Fűmag – az összes fűféle magja kitűnő eleség minden hörcsögfaj számára – különösen a törpehörcsögök magkeverékének elengedhetetlen alkotóeleme
- Hajdina – álgabona, törpehörcsögöknek is nyugodtan adható, elsősorban hántolatlanul
- Heremag – mindenféle here magja kitűnő eleség minden hörcsögfaj számára
- Kamut
- Kanárimag
- Kapormag
- Kárdi
- Kendermag
- Köménymag
- Köles – vörös, sárga, japán stb. – álgabona, az összes kölesfaj törpehörcsögöknek is nyugodtan adható
- Kukorica – sárga, bordó stb. – törpehörcsögöknek ne vagy minimális mennyiségben adjunk
- Lencse – törpehörcsögöknek ne vagy minimális mennyiségben adjunk
- Lenmag
- Lucernamag
- Makadámia – rendkívül hizlaló
- Mák – aranyhörcsögöknek ne vagy minimális mennyiségben adjunk
- Máriatövismag
- Mogyoró – rendkívül hizlaló
- Mungóbab – törpehörcsögöknek ne vagy minimális mennyiségben adjunk
- Napraforgómag – fekete, csíkos stb. – rendkívül hizlaló
- Négermag
- Pekándió – rendkívül hizlaló
- Perillamag
- Petrezselyemmag
- Pitypangmag
- Kinoa – álgabona, törpehörcsögöknek is nyugodtan adható
- Retekmag
- Répamag
- Rizs – elsősorban hántolatlanul, törpehörcsögöknek ne vagy minimális mennyiségben adjunk
- Rozs – törpehörcsögöknek ne vagy minimális mennyiségben adjunk
- Salátamag
- Sáfrányos szeklicemag
- Spenótmag
- Százszorszépmag
- Szentjánoskenyér
- Szezámmag
- Teff
- Tökmag – rendkívül hizlaló
- Tritikálé – törpehörcsögöknek ne vagy minimális mennyiségben adjunk
- Turbolyamag
- Zab – törpehörcsögöknek ne vagy minimális mennyiségben adjunk

A következő gyümölcsöket és zöldségeket adhatjuk hörcsögünknek:
- Bab – a fehérbab aranyhörcsögöknek adható, törpehörcsögöknek ritkán, kis mennyiségben
- Brokkoli – kis mennyiségben adható, erősen puffaszt
- Cékla – kis mennyiségben adható, oxálsavtartalma magas, a vizeletet elszínezheti
- Cukkini
- Csicseriborsó – aranyhörcsögöknek adható
- Édeskömény – a gumó és zöldje egyaránt adható, a vizeletet elszínezheti
- Fodros kel – kis mennyiségben adható, erősen puffaszt
- Mángold – kis mennyiségben adható, oxálsavtartalma magas
- Karalábé – kis mennyiségben adható, erősen puffaszt
- Kínai kel – kis mennyiségben adható, erősen puffaszt
- Kukorica
- Lencse – aranyhörcsögöknek adható
- Mungbab – aranyhörcsögöknek adható
- Pagodakarfiol – kis mennyiségben adható, erősen puffaszt
- Paprika – piros, sárga, zöld stb. egyaránt adható csumájával együtt a zöldje nélkül, csupán a csípős fajták tilosak
- Paradicsom – zöldje mérgező, azt eltávolítva adható
- Pasztinák
- Petrezselyem – gyökér és zöldje egyaránt adható
- Saláta – fejes saláta, jégsaláta, cikória, endívia stb. – jól raktározza a méreganyagokat, ezért csak biotermesztésű adható
- Sárgarépa – gyökere hizlaló, törpehörcsögöknek csak kis mennyiségben adjunk, zöldjét magas kalciumtartalma miatt ne vigyük túlzásba, a vizeletet elszínezheti
- Spenótlevél – kis mennyiségben adható, oxálsavtartalma magas
- Tök – minden általunk is ehető tökfajta adható hörcsögünknek
- Uborka
- Zeller – gumó és zöldje egyaránt adható
- Alma – magja mérgező, anélkül adható
- Banán – aranyhörcsögöknek ritkán, törpehörcsögöknek extrém magas cukortartalma miatt egyáltalán nem adható
- Dinnye – görög, sárga stb. aranyhörcsögöknek ritkán, törpehörcsögöknek extrém magas cukortartalma miatt egyáltalán nem adható
- Eper
- Goji bogyó
- Körte
- Málna
- Ribizli
- Szeder
- Szőlő – magja mérgező, anélkül aranyhörcsögöknek ritkán, törpehörcsögöknek extrém magas cukortartalma miatt egyáltalán nem adható

## Színei és azok genotípusai
A színekhez az alábbi genotípusok tartoznak
1. vadas: AA
2. fahéj: bb/pp/ee
3. husky: hh ritkán wfwf
4. fehérarcú: WFwf LETÁLIS! (letális allél?)
5. platinum: WFwfHh
6. fehérarcú fahéj: bb(ee/pp?)hh
7. tarka: momo
8. foltos: Dsds
9. fehér: Wfwfhh
10. fehér fejfoltos: Dsdsmomo
11. fahéj tarka: bb(ee/pp?)momo